# Nguyễn Kim Trung
Nguyễn Kim Trung (tên khác là Nguyễn Kim Khiêm, sinh ngày 5 tháng 3 năm 1975) là một nhà báo và nhà quản lý trong lĩnh vực báo chí truyền thông.
Ông Nguyễn Kim Trung nguyên là Giám đốc Đài Truyền hình Kỹ thuật số VTC. Hiện nay, ông đang giữ chức Tổng Giám đốc, Tổng Biên tập Đài Phát thanh và Truyền hình Hà Nội.

## Xuất thân và Giáo dục
Ông Nguyễn Kim Trung là người Hải Phòng. Gia đình ông là gia đình có truyền thống, nhiều người thân là những cán bộ quản lý, lãnh đạo ở thành phố này. Bố của Kim Trung là nhà báo lão thành Kim Toàn, nguyên thành ủy viên thành ủy Hải Phòng, Tổng Biên tập Báo Hải Phòng. Anh trai của Nguyễn Kim Trung là ông Nguyễn Kim Sơn, Bộ trưởng Bộ Giáo dục và Đào tạo đương nhiệm.
Nguyễn Kim Trung được đào tạo báo chí chính quy tại khóa đầu tiên của Khoa Báo chí Đại học Tổng hợp Hà Nội (K35), cùng lớp báo chí đầu tiên này còn có một số nhà báo khác đang giữ chức vụ quản lý quan trọng như ông Lê Ngọc Quang (UVTƯ Đảng, Tổng Giám đốc Đài Truyền hình Việt Nam), Ngô Thiệu Phong (Tổng Biên tập Báo điện tử VOV), Nguyễn Thục Hạnh (Tổng Biên tập Báo Phụ nữ Việt Nam),...   

## Sự nghiệp
Trước khi hoạt động trong lĩnh vực phát thanh, ông Trung làm việc tại Đài Truyền hình Kỹ thuật số VTC với vai trò Phó Giám đốc và Giám đốc (từ 2006 đến 2019).  Ông là người đã xây dựng và phát triển nhiều kênh truyền hình có dấu ấn nhất tại Đài Truyền hình VTC.
Ông cũng là một trong những người đầu tiên xây dựng báo điện tử VietNamNet từ giai đoạn còn là một trang thông tin điện tử với tên gọi VASC Orient. Ông Trung làm việc ở báo điện tử VietNamNet (Công ty Phần mềm và Truyền thông VASC của Tập đoàn Bưu chính Viễn thông Việt Nam VNPT) từ năm 2001 đến 2006. Ông phụ trách nội dung của phần báo điện tử, sau đó là phần truyền hình trực tuyến VietNamNet. Năm 2005 và 2006, Nguyễn Kim Trung và Nguyễn Xuân Cường cũng là một lãnh đạo khác của VASC đã có sự chuyển dịch từ VASC-VietNamNet sang Tổng Công ty Truyền thông đa phương tiện VTC cùng với rất nhiều nhân lực có kinh nghiệm trong lĩnh vực báo chí và công nghệ thông tin.
Nguyễn Kim Trung giữ chức vụ Phó Giám đốc Đài Truyền hình kỹ thuật số VTC từ tháng 11/2006 và là Giám đốc Đài VTC từ 2016.
Ngày 1/4/2019, ông đươc bổ nhiệm giữ chức vụ Trưởng ban Văn hóa - Xã hội (VOV2) - Đài Tiếng nói Việt Nam.
Ngày 2/3/2022, ông được bổ nhiệm giữ chức vụ Tổng Giám đốc, Tổng Biên tập Đài Phát thanh và Truyền hình Hà Nội.